# Uli Borowka
Ulrich 'Uli' Ernst Borowka (* 19. května 1962, Menden) je bývalý německý fotbalista, obránce. Se západoněmeckou reprezentací získal bronzovou medaili na mistrovství Evropy v roce 1988. Nastoupil za ni v průběhu roku 1988 celkem k šesti zápasům, z toho čtyři byly na evropském šampionátu. Dalších devět startů si připsal v olympijském výběru, dva v jednadvacítce. Bundesligu hrál za Borussii Mönchengladbach (1981–1987) a Werder Brémy (1988–1995). S Werderem získal dva mistrovské tituly (1987/88, 1992/93), dvakrát s ním vyhrál německý pohár (1991, 1994) a v sezóně 1991/92 pak i Pohár vítězů pohárů, druhou nejprestižnější evropskou klubovou soutěž té doby. Nejvyšší soutěž hrál ještě v Polsku, v dresu Widzewu Łódź (1997). Stal se prvním německou fotbalistou, který polskou Ekstraklasu hrál. S Lodží se také stal mistrem Polska.